# Roddino
Roddino là một đô thị tại tỉnh Cuneo trong vùng Piedmont của Italia, vị trí cách khoảng 60 km về phía đông nam của Torino và khoảng 45 km về phía đông bắc của Cuneo. Tại thời điểm ngày 31 tháng 12 năm 2004, đô thị này có dân số 386 người và diện tích 10,4 km².
Đô thị Roddino có các frazioni (đơn vị cấp dưới, chủ yếu là các làng) Costepomo, San Lorenzo, Noé, Santa Maria, Pozzetti, Lopiano, Santa Margheritavà Corini.
Roddino giáp các đô thị: Cerreto Langhe, Cissone, Dogliani, Monforte d'Alba, Serralunga d'Alba, Serravalle Langhe và Sinio.